# Chullora, New South Wales

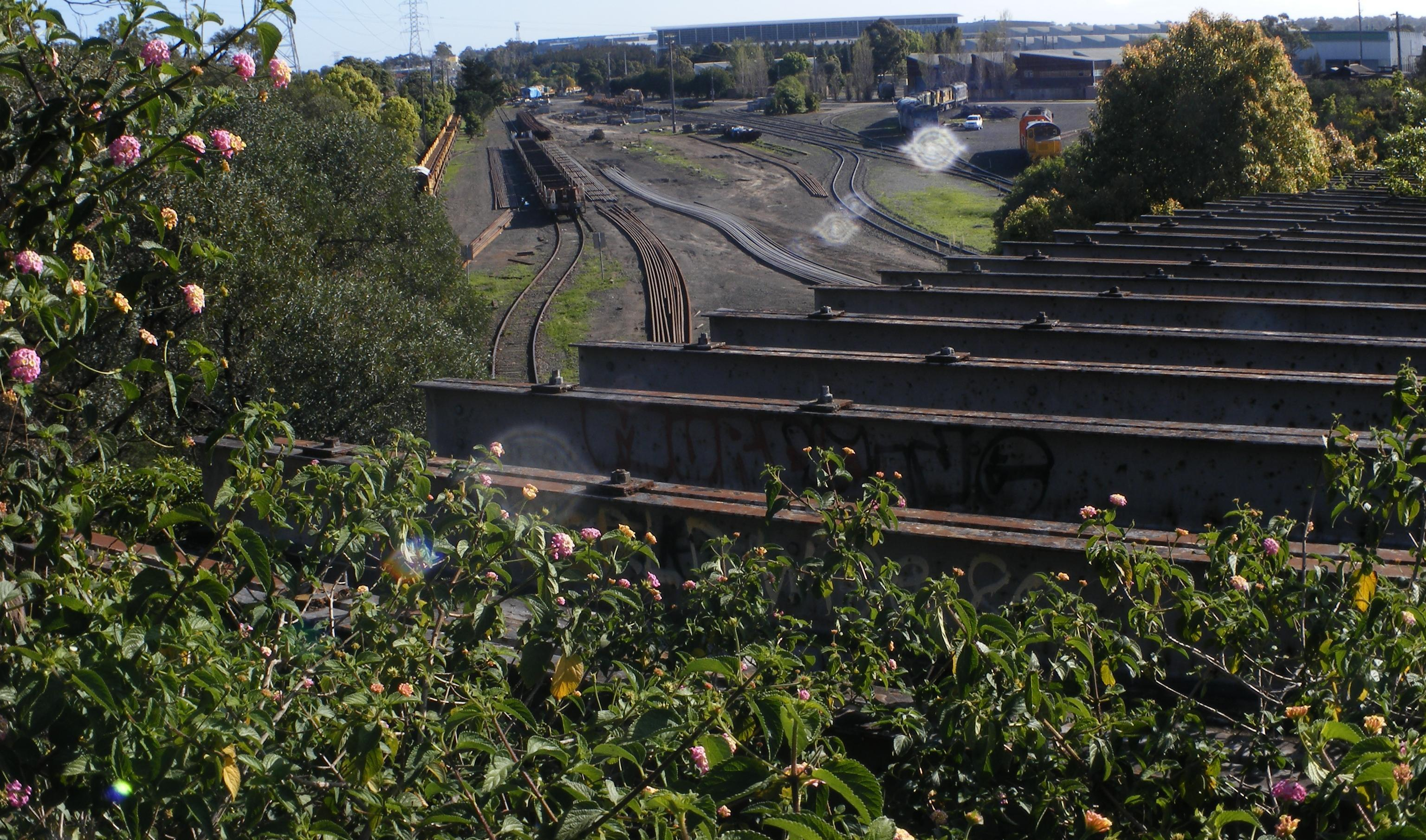
Chullora Railway Workshops, service and repair City Rail trains

Chullora este o suburbie în Sydney, Australia.